# Лімбургер
Лімбургер (нім. Limburger) — сир, що виник в XIX столітті в історичному герцогстві Лімбург, територія якого сьогодні розділена між Бельгією, Німеччиною і Нідерландами. Сир особливо відомий через свій сильний та їдкий запах, який викликаний бактеріями Brevibacterium.

## Виробництво
У той час як сьогодні більшість Лімбургера виробляється в Німеччині, сир ерв, який є одним із різновидів лімбургера, дотепер виробляється на території старого Герцогства Лімбург, в Бельгії. Зокрема, в місті Ерв, яке знаходиться неподалік від Льєжа та кордонів Бельгії з Нідерландами і Німеччиною. Окрім того, сир виробляється в «Краю Ерв», яким називають горбистий район між річками Фесдре і Маас.
У США він вперше був виготовлений у 1867 році Рудольфом Бенкертом в його погребі з пастеризованого козячого молока. Кілька років по тому, вже 25 заводів виготовляли цей сир. The Chalet Cheese Cooperative в Монро, штат Вісконсин, є єдиною американською компанією, яка виробляє цей сир. Він також виготовляється в Канаді, де він є німецько-канадський культурний маркер, компанією Oak Grove Cheese Company в Нью-Гамбурзі, Онтаріо.

## Опис
У перший місяць, сир твердий і більш розсипчастим, схожий на текстуру сиру фета. Приблизно через шість тижнів, сир стає м'якшим по краях, але як і раніше твердий всередині, а також солоний і білий. Після двох місяців витримки, сир має вершкову і набагато більш ніжну структуру. Після того, як його вік досягне трьох місяців, сир виробляє свій горезвісний запах через бактерії, що використовуються для ферментації лімбургера, які заносяться в сир за допомогою мазка інших дозрілих сирів. Ця бактерія Brevibacterium, також знайдена на шкірі людини, і відповідає за запах тіла і особливо ніг.

## Споживання

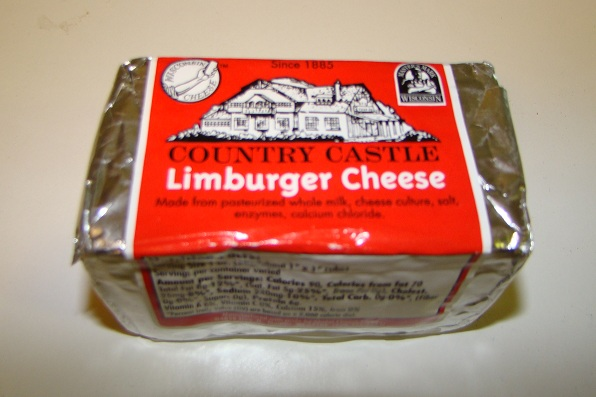
Півфунтовий пакет лімбургера, вироблений єдиним американським виробником лімбургера.

Чи не найтрадиційнішим вживанням цього сиру в їжу є сендвіч з лімбургером. Через три місяці, коли сир дозрів, він набуває пастоподібної структури. Сир часто намащують товстим шаром (понад 0,5 см) на 100 % житній хліб з твердою текстурою, додаючи великий, товстий шматочок цибулі, і, як правило, подається з міцною чорною кавою або лагером. Як альтернатива, для вибагливіших їдців, шматки або скибочки сиру до 1,5 см завтовшки можна відрізати і покласти на бутерброд. Цей бутерброд як і раніше залишається дуже популярним серед нащадків німецьких іммігрантів на Середньому Заході США, зокрема, в Цинциннаті, і Джоман Віледж в місті Колумбус, штат Огайо. У Вісконсині, бутерброд з лімбургером можна знайти в меню деяких ресторанів, у поєднанні з коричневою гірчицею.

## Цікаві факти
У 2006 році було присуджено Ігнобелівську премію в області біології за дослідження, яке довело, що малярійних комарів однаково приваблює запах лімбургера і запах людських ніг. Результати дослідження були опубліковані в медичному журналі «The Lancet» 9 листопада 1996 року.